# Condado de Gerona
El condado de Gerona (en catalán: Comtat de Girona) fue un condado soberano al sur de los Pirineos, formado por los francos después de arrebatar el territorio a los musulmanes. En un inicio, era dependiente de la Marca Hispánica y por ende del imperio carolingio, aunque poco a poco se dio un vacío de poder por parte de la potencia dominante que conllevó a una relativa independencia del territorio respecto al gobierno central. El condado acabó siendo integrado al condado de Barcelona. 

## Orígenes
Los orígenes del condado de Gerona se encuentran en la reorganización del territorio que se llevó a cabo después de que, en el año 785, la ciudad de Gerona se rebelara contra el dominio árabe y se entregase a los francos; entonces, fue nombrado conde de Gerona un noble de nombre Rostan. Este primitivo condado de Gerona iba del límite del condado de Ampurias y el mar hasta el Montseny y la Tordera por poniente y las montañas de Osona o las Guilleries por el noroeste, incluyendo el pagus de Besalú.

## El dominio franco
Después de Rostany, fue conde de Gerona Odilón (801-812? o 817?); el 817, el condado de Gerona, juntamente al condado de Narbona, el condado del Rosellón, el condado de Barcelona y el condado de Ampurias, se integró dentro de la Marca de Septimania. Muerto Odilón, el conde Bera de Barcelona fue nombrado también conde de Gerona; el 820, Bera fue destituido de todos sus cargos por Luis el Piadoso; entonces, el condado de Gerona, juntamente con el de Barcelona, pasó a Rampón (820-825), y a su muerte, a Bernardo de Septimania, el cual fue destituido por Luis el Piadoso en 832. Entonces, todos los condados situados al sur del Pirineo, con la excepción del condado de Urgel y del Condado de Cerdaña, quedaron bajo el dominio de Berenguer de Tolosa; a su muerte en (835), Bernardo de Septimania recuperó el poder siendo nombrado conde de Tolosa, Narbona, Gerona y Barcelona.
En 844, a causa de su rebelión contra Carlos el Calvo, Bernardo de Septimania fue ejecutado en Tolosa; entonces, el condado de Gerona pasó a Sunifredo I, que también había sido nombrado conde de Barcelona. Después que, en 848, Sunifredo fuese asesinado por hombres leales a Guillermo de Septimania, hijo de Bernardo de Septimania. El condado de Gerona fue gobernado por un conde llamado Wifredo, que lo debió regir desde el 848 hasta el 853. Según parece, entre los años 862 y 870, el conde de Gerona fue Otger. El año 870, Carlos el Calvo invistió conde de Gerona a Bernardo de Gotia, también conde de Barcelona, Rosellón y Narbona. Destituyó a Bernardo de Gotia por su revuelta, en 878. Luis el Tartamudo concedió el condado de Gerona a Wifredo el Velloso. Desde entonces, el condado de Gerona estuvo siempre unido al de Barcelona.

## La separación de Besalú
El pagus de Besalú había formado parte del condado de Gerona hasta que Wilfredo el Velloso nombró a su hermano Radulfo, conde de Besalú, con la condición de que, a su muerte, el condado pasaría a los descendientes de Wilfredo I.
El conde Suniario de Barcelona, Gerona y Osona, hijo de Wifredo el Velloso, tuvo que enfrentarse a su hermano el conde Miró II de Cerdaña que, como hijo superviviente de más edad, pretendía obtener la herencia de Barcelona. La disputa se resolvió con un acuerdo por el que Suniario obtenía el reconocimiento de Miró, a cambio de cederle el Ripollés, incluido hasta entonces dentro del Condado de Osona. Los conflictos entre los dos hermanos reaparecieron no mucho después. En una fecha incierta entre el año 913 y el 920, murió el conde Radulfo de Besalú, hermano de Wifredo el Velloso; entonces, Miró, presionando con sus derechos sobre Barcelona, Gerona y Osona, se impuso, y Besalú, a pesar de haber sido un pagus del condado de Gerona, fue vinculado al condado de Cerdaña.
Después de la separación de Besalú, el condado de Gerona quedó configurado por el límite con el condado de Ampurias, por debajo de Bañolas y el castillo de Finestres, hacia la Sierra de las Guillerías, sin la Plana d'en Bas, y por el actual límite del obispado de Vich (por los límites de Susqueda, Osor, San Hilario Sacalm, Joanet y Espinelvas) hasta el coll de Sant Marçal, por los límites de Arbucias y del castillo de Montdosrius, con Breda, Hostalrich, Tordera y el castillo de Montsoriu y con sus parroquias hasta Arenys de Mar.

## Evolución del condado
A pesar de estar unido siempre al condado de Barcelona desde finales del siglo IX, el condado de Gerona tuvo una entidad propia visible en la existencia del vizcondado de Gerona y en la acuñación de moneda propia. La expresión: condado de Gerona se mantuvo viva hasta el siglo XIII, cuando fue sustituida por la de veguería de Gerona.

## Condes de Gerona
- Rostán (785-801)
- Odilón (801-812? o 817?)
- Bera (812? o 817?-820)
- Rampón (820-825)
- Bernardo de Septimania (826-832)
- Berenguer de Tolosa (832-835)
- Bernardo de Septimania (835-844)
- Sunifredo I (844-848)
- Wifredo I (848-853? o 862?)
- Odalrico (852?-858?)
- Hunifredo (858?-862?)
- Otger (862-870)
- Bernardo de Gotia (870-878)
- Wifredo II (878-897)

Al formarse las sagas condales después del fin del poder carolingio, el condado de Gerona fue regido siempre por los condes de Barcelona
En el año 1351, el rey Pedro el Ceremonioso, al nombrar a su heredero, le otorgó el título de Duque de Gerona, elevando el condado a ducado, el cual abarcaba territorios de los Condados de Gerona, Besalú, Ampurias y Osona. 
El 19 de febrero de 1416, el rey Fernando I el de Antequera, consideró que el título de duque era insuficiente, y lo enalteció erigiendo el Principado de Gerona, instituyendo así el título de Príncipe de Gerona que, por tanto, viene de la Corona de Aragón.